# پینگ لی‌یوان
سرلشکر پینگ لی‌یوان (彭丽媛؛ زادهٔ ۲۰ نوامبر ۱۹۶۲) خواننده، نظامی، بانوی اول چین از سال ۲۰۱۳ و همسر شی جین پینگ رئیس‌جمهور فعلی این کشور است.